# Sinji lotos
Sinji lotos (francosko Le Lotus bleu) je peti zbrani zvezek Tintina in njegovih pustolovščin, serije stripov, belgijskega karikaturista Hergéja s pomočjo Džanga Čongrena. Po naročilu konservativnega belgijskega časopisa Le Vingtième Siècle za otroški dodatek Le Petit Vingtième se je strip objavljal tedensko od avgusta 1934 do oktobra 1935, preden ga je založba Casterman leta 1936 objavila v zbranem zvezku. Zgodba se nadaljuje tam, kjer se je končal zaplet prejšnje zgodbe, Faraonove cigare. Pripoveduje o mladem belgijskem poročevalcu Tintinu in njegovem psu Švrku, ki so ga povabili na Kitajsko sredi japonske invazije leta 1931, kjer razkriva mahinacije japonskih vohunov in odkriva krog tihotapljenja droge.
Pri ustvarjanju Sinjega lotosa je Hergé v upodobitvi tujih družb na novo poudaril natančnost in dokumentacijo. Nanj so močno vplivali njegov tesni prijatelj Džang Čongren, kitajski študent, ki se je šolal v Belgiji, ter mnoge satire, ki prikazujejo pogosto napačne predstave o Kitajski in kritizirajo dejanja japonskih napadalcev. Sinji lotos je bil v Belgiji komercialni uspeh in se je kmalu začel tiskati tudi v Franciji in Švici, novica o knjigi pa je vodila tudi do kitajskega političnega voditelja Čang Kaj-Šeka, ki je Hergéja povabil, da obišče Kitajsko. Hergé je nadaljeval Tintinove pustolovščine s stripom Odlomljeno uho, sama serija pa je postala odločilni del francosko-belgijske tradicije stripa. Leta 1946 so Hergé in njegovi asistenti Sinji lotos ponovno narisali in pobarvali; med tem postopkom je bilo spremenjenih več manjših elementov. Pustolovščina predstavi ponavljajoča se lika J. M. Dawsona in Čanga Čong Jena. Zgodba je bila prilagojena za epizodo iz leta 1991 v animirani seriji Ellipse/Nelvana z naslovom Tintin in njegove pustolovščine. Kritične analize stripa so bile pozitivne, različni komentatorji pa menijo, da je to eno najboljših Hergéjevih del.

## Povzetek
V povzetku je prikazana zgodba, ki se je začela v Faraonovih cigarah.
Bivajoč v palači maharadže Ravhadžputale v Indiji, k Tintinu pristopi obiskovalec iz Šanghaja na Kitajskem. Obiskovalec mu pove ime Micuhirato, japonskega poslovneža s sedežem v Šanghaju, a preden lahko dokonča svoje sporočilo, je zadet s puščico, namočeno v Rajaijah, "strup, ki spravi ob pamet". Tintin s svojim foksterierjem Švrkom odpotuje v Šanghaj, da bi se srečal z Micuhiratom, ki ga opozori, da je maharadža v nevarnosti in da se mora takoj vrniti v Indijo. Tintin, ki preživi več poskusov atentatov skrivnostnih napadalcev, se z ladjo poskuša odpraviti v Indijo, a ga na poti ugrabijo. Njegovi ugrabitelji se razkrijejo kot člani tajne družbe, znane kot Zmajevi sinovi, ki so predani boju proti trgovini z opijem. Njihov vodja Vang Žen Gje pojasni Tintinu, da je Micuhirato japonski vohun in tihotapec opija, in vplete Tintina v njihov boj, da ga poskušajo ustaviti. Tintin se strinja in vohuni za Micuhiratom v opijski kadilnici z imenom Sinji lotos. Pri vohunjenju ga opazi pri razstreljevanju kitajske železnice. Japonska vlada to uporabi kot izgovor za napad na Severno Kitajsko in prevzame Šanghaj pod svoj nadzor.
Tintina ujame Micuhirato, ki ga namerava zastrupiti z Rajaijahom; vendar eden od Vangovih agentov strup zamenja za barvano vodo, Tintin pa pobegne neokrnjen. Ko Micuhirato odkrije prevaro, prepriča J. M. Dawsona, skorumpiranega šefa policije na Šanghajskem mednarodnem območju, da izda nalog za aretacijo Tintina. Medtem Tintin vstopi v območje v iskanju profesorja Fan Se Jenga, strokovnjaka za strupe, za katerega upa, da bi lahko razvil zdravilo za Rajaijah, vendar odkrije, da so ga ugrabili. Dawsonova policija aretira Tintina in ga izroči Japoncem, ki ga obsodijo na smrt, preden ga Vang ponovno reši.
Tintin nato odpotuje v Hu Ko z denarjem za odkupnino Fana, a na poti naleti na poplavo, ki je uničila vasico in reši mladega fanta Čanga Čong Jena, ki je izgubil svoje starše. Čang spremlja Tintina do Hu Ko-ja, kjer ju napade eden izmed Micuhiratovih vohunov; spoznata, da gre za past in da Fana v resnici nikoli ni bilo tam. Medtem sta detektiva Petek in Svetek zaposlena pri Dawsonu z nalogo, da aretirata Tintina, vendar večkrat ne uspeta. Ko se vrne v Šanghaj, se Tintin namerava soočiti z Micuhiratom in dovoli, da ga ujamejo. Ker je zaprt v Sinjem lotosu, odkrije, da Micuhirato sodeluje s filmskim režiserjem Rastapopulosom, ki razkrije, da je vodja mednarodne tolpe za tihotapljenje opija, ki jo je Tintin zasledoval v Egiptu in Indiji, in za katerega se domneva, da je med ugrabitvijo maharadžinega sina padel v prepad in umrl. Vendar v skladu s Tintinovim načrtom Čang in Zmajevi sinovi rešijo Tintina in Fana; Rastapopulos je aretiran, medtem ko Micuhirato naredi sepuko. Fan razvije zdravilo za Rajaijah, Vang pa Čanga posvoji kot svojega sina. Tintinovo poročilo o dejavnostih Micuhirata vodi do obtožb proti Japonski, ki se v znak protesta umakne iz društva narodov.

## Zgodovina

### Ozadje
Georges Remi—najbolj poznan pod psevdonimom Hergé—je bil zaposlen kot urednik in ilustrator Le Petit Vingtièma ("Mali dvajseti"), otroškega dodatka Le Vingtième Siècla ("Dvajseto stoletje"), izrazito rimskokatoliškega, konservativnega belgijskega časopisa s sedežem v Hergéjevem rodnem Bruslju, ki ga je vodil Abbé Norbert Wallez. Leta 1929 je Hergé začel izdajati strip Tintin in njegove pustolovščine za Le Petit Vingtième, o podvigih izmišljenega mladega belgijskega poročevalca Tintina. Wallez je naročil Hergéju, naj svojo prvo pustolovščino v Sovjetski zvezi naredi kot antisocialistično propagando za otroke (Tintin v Sovjetski zvezi), da drugo pustolovščine postavi v belgijski Kongo, da bi spodbudil kolonialne občutke (Tintin v Kongu) in svojo tretjo pustolovščino postavi v ZDA, da bi zgodbo uporabil za obsojanje ameriškega kapitalizma (Tintin v Ameriki). 24. novembra 1932 je Le Petit Vingtième objavil izmišljeni intervju s Tintinom, v katerem je novinar napovedal, da bo na Kitajsko odpotoval preko Egipta, Indije, Šrilanke in Indokine. Ta zaplet je bil začetek zgodbe Tintin v Orientu, katerega prvi del je bila pustolovščina v Egiptu, Arabiji in Indiji, ki jo je Hergé pozneje preimenoval v Faraonove Cigare. Cigare so se februarja 1934 prenehale objavljati v Le Petit Vingtièmu, Hergé pa je nato za časopis prispeval samostojno zgodbo Popol out West. Sinji lotos je bila druga polovica Tintina v Orientu, zgodbe, ki jo je Hergé začel s Faraonovimi cigarami.
Vendar je Hergé vedel o Kitajski tako malo, kot o Sovjetski zvezi ali belgijskem Kongu. Takrat se je večina Belgijcev držala negativnega stereotipa o Kitajski, saj so jo gledali kot "oddaljeno celino naroda, barbarskega, prenaseljenega in skrivnostnega", čemur je Hergé dolgo verjel. Kitajske like je vključil v dve prejšnji pustolovščini, v obeh primerih pa jih prikazuje v skladu s tradicionalnimi evropskimi klišeji. V Tintina v Sovjetski zvezi je vključil dva Kitajca s kitkami, katera so boljševiki najeli za mučenje Tintina, v Tintina v Ameriki pa dva kitajska hudodelca, ki sta hotela pojesti Švrka. Hergé se je nekaj o deželi naučil iz knjige Alberta Londresa Kitajska norost, ki temelji na izkušnjah Londresa v državi. Na njegovo upodobitev Kitajske je vplival tudi nemški film Flüchtlinge iz leta 1933 (Na koncu sveta).
Potem ko je spoznal Hergejevo namero, da bo naslednjo pustolovščino postavil na Kitajsko, je opat Léon Gosset, rimskokatoliški kaplan kitajskih študentov katoliške univerze v Louvainu, stopil v stik z Hergéjem in ga prosil, naj bo previden pri prikazu države. Njegovi učenci so brali Le Petit Vingtième in menil je, da bi bilo kontraproduktivno, če bi Hergé še naprej širil negativne stereotipe o Kitajcih. Hergé je bil razumevajoč do njegovih idej in Gosset mu je nato posredoval stike dveh njegovih kitajskih študentov, Arnolda Čiao Čeng Čiha in njegovo žene Suzane Lin. Dal mu je tudi naslov kitajskega študenta Džanga Čongrena. Par se je prvič srečal 1. maja 1934, kmalu pa sta postala tesna prijatelja in sta več kot eno leto skupaj preživela vsako nedeljsko popoldne. Džang je pozneje komentiral, da sta bila s Hergéjem podobna "dvem bratom". Kot študent slikarstva in kiparstva v belgijskem Kraljevskem muzeju likovnih umetnosti, je Džang učil Hergéja o kitajskih umetniških stilih, med drugim mu je podaril nabor tradicionalnih kitajskih čopičev in mu razložil umetnost slikanja drevesa in kitajske kaligrafije, ob tem pa mu je tudi pojasnil načela daoistične filozofije. Tako umetniški kot filozofski trening pod Džangom sta močno vplivala na Hergéja.

"Bilo je v času Sinjega lotosa, ko sem odkril nov svet. Do takrat so bili zame Kitajci, okrutni ljudje, ki bi jedli  ptičja gnezda, nosili  čope in  metali svoje otroke v reke... Na mene so vplivale slike in zgodbe boksarske vstaje, kjer je bil poudarek vedno na krutosti rumenih ljudi, kar je name naredilo velik vtis."

Hergé, v pogovoru z Numom Sadoulom.
Hergé je tudi navezal stike z očetom Édouardom Neutom, gostiteljem v opatiji sv. Andreja blizu Brugesa. Neut je imel posebno zanimanje za Kitajsko, navdušen pa je bil nad Hergejevim zadnjim podvigom in komentiral, da lahko prispeva k "medresorskemu delu in resničnemu prijateljstvu med orientalci in belci". Poslal mu je dve knjigi, očeta Thadéeja Aux origines du conflict mandchou (O izvoru konflikta v Mandžuriji) in Dženg Džengovo Ma Mère (Moja mati), pripoved, ki iz prve roke govori o kitajskem družinskem življenju. Hergéju je poslal tudi članek iz leta 1932, v katerem so prikazane razlike med kitajsko in japonsko kulturo. Takrat je Neut delal kot pomočnik Loua Tseng-Tsianga, nekdanjega kitajskega premierja, ki je postal menih v opatiji sv. Andreja. Glavni tok zahodnega tiska je bil na splošno naklonjen Japonski, saj je nanjo gledal kot braniteljico pred Sovjetsko zvezo, pogled, kateremu se je Hergé raje ogibal.

### Prvotna objava, 1934–1935
Strip se je začel objavljati 9. novembra 1934 v Le Petit Vingtièmu kot Les Aventures De Tintin Reporter En Extrême-Orient (Pustolovščine Tintina na Daljnem vzhodu). Prav tako je začel s serializacijo v Franciji v Cœurs Vaillantsu 29. decembra 1935 in kasneje v švicarski reviji L'Écho Illustré. Poleg glavnih junakov Tintina in Švrka je Hergé v zgodbo vključil tudi detektiva Petka in Svetka, ki sta bila prvič prikazana v prejšnji zgodbi. V stripu je tudi namigoval, da je bil Tintin priča snemanju filma v Faraonovih cigarah, z naslovom "Arabsko sovraštvo", katerega je režiral Rastapopulos, ko Tintin vstopi v kino, kjer so ga ravno tedaj predvajali.
Hergé je v Sinjem lotosu aktivno smešil značilna evropska mnenja o Kitajski. Petka in Svetka je oblekel v to, kar sta poimenovala kot tradicionalni kitajski kostum, mandarinov, le da sta izstopala v popolnem nasprotju z dejanskimi oblačili, ki jih nosijo na Kitajskem. Prek Gibbonsa, enega od antagonistov zgodbe, je izrazil rasistični odnos do Kitajcev, Tintin pa je v pogovoru Čangu pojasnil zahodne nesporazume o Kitajcih. Zavzel je "radikalen pogled", pri kritiki zahodne dejavnosti v kitajskem mednarodnem območju, katero je označil za izjemno skorumpirano, saj jo zanimajo le njeni lastni komercialni interesi. Veliko informacij o takih vprašanjih je dobil od Džanga, ki ga je o političnih dogodkih, ki se dogajajo na Kitajskem, seznanil s kitajske perspektive. Na podlagi teh informacij je bil Hergéjev prikaz japonske invazije v veliki meri natančen, čeprav je služil kot odkrit napad na japonski imperializem. Hergé je upodobil izmišljene različice obeh, incidenta Mukden, čeprav je svojo lokacijo preusmeril bližje Šanghaju, ter Japonske izstopitve iz Lige narodov. Vendar Sinji lotos ni omenjal enega osrednjih zgodovinskih dogodkov obdobja, dolgega pohod komunista Mao Cetunga.
Ker se je Hergé bolj posvetil večji natančnosti, je vse bolj uporabljal tudi fotografije za risanje, na primer kitajskih oblačil, uličnih prizorov in pokrajine. Hergéjev nov osredotočen poudarek na natančnosti in dokumentaciji je navdihnil prihodnje pustolovščine. Medtem ko se je Hergé za ozadje v Cigarah opiral na nesmiselno arabščino, je za Sinji lotos Džang narisal številne ideograme, ki so se skozi zgodbo pojavili kot ulični znaki in reklame. Med temi ideogrami so bili tisti politične narave, ki so razglašali slogane, kot so "Dol z imperializmom", "Odprava nepoštenih pogodb" in "Dol z japonskim blagom". Džang je za Hergéja skiciral tudi številne slike, na primer oris Vangove hiše. Džangov podpis je bil tudi dvakrat vključen v strip, kar je odražalo njegov umetniški prispevek; Hergé je želel vključiti Džangovo ime kot soavtorja, kar se v prejšnjih in sledečih knjigah nikoli ni zgodilo, a je Džang odklonil. V hvaležnosti, je Hergé ustvaril lik Čang v čast svojega prijatelja Džanga.
Japonski diplomati s sedežem v Belgiji so po ugotovitvi protijaponskega tona zgodbe izdali uradno pritožbo, ki ga je Hergéju poslal generalpodpolkovnik Raoul Pontus, predsednik kitajsko-belgijskega združenja prijateljstva. Diplomati so grozili, da bodo vložili pritožbo na Stalno sodišče za mednarodno pravosodje v Haagu. Džang je ob tem čestital Hergéju in dejal, da bo le še bolj izpostavil dejanja Japonske na Kitajskem pri nadaljnjem mednarodnem pregledu, kar bi Hergéja naredilo "svetovno znanega". Hergéjev strip se je znašel tudi pod kritiko belgijskega generala, ki je komentiral: "To ni zgodba za otroke ... To je le težava za Azijo!" Zgodba je kljub temu doživela komercialni uspeh in Le Petit Vingtième je organiziral praznovanje v počastitev vrnitve Tintina z Daljnega vzhoda, ki sta ga sponzorirali prodajalni L'Innovation in Bon Marché. Na Cirque Royalu se ga je udeležilo 3000 oboževalcev serije, med katerimi so bili mnogi skavti. Praznovanje je vključevalo igralca, ki je upodobil Tintina, ki je spremljal Hergéja, osebje časopisa, kontorzionista ter klovna.
Septembra 1935 se je Džang na željo družine vrnil na Kitajsko. Hergé se je medtem lotil priprave stripa za objavo v knjižni obliki prek založbe Casterman. Ponosen na to pustolovščino jih je spodbudil k večji ravni trženja in oglaševanja za to delo. Po njihovem nasvetu je zgodbo preimenoval iz Tintinove pustolovščine na Daljnem vzhodu v Sinji lotos in komentiral ta novi naslov: "Kratek je, sliši se kitajsko in skrivnostno." Na Castermanovo spodbudo je skozi delo vstavil tudi številne barvne plošče in zasnoval novo naslovnico. Knjiga je bila končno objavljena oktobra 1936. Hergé je bil z izdelkom zadovoljen in komentiral: "Bil sem popolnoma prevzet! To je višina razkošja in moja prva misel je bila "To je preveč dobro za otroke!"... Tega še zdaleč nisem pričakoval." Džangu je poslal kopijo, ki mu je odgovoril, da se zahvaljuje. Potem ko so novice o objavi prispele na Kitajsko, je leta 1939 politični voditelj Čang Kaj Šek, kateremu je bil Sinji lotos všeč, prosil svojo ženo Soong Mei Ling, naj povabi Hergéja na obisk, a Hergéju zaradi bližajoče se druge svetovne vojne ni uspelo. Njeno povabilo je nazadnje le sprejel leta 1973 in jo obiskal na otoku Tajvan.

### Druga verzija, 1946
V štiridesetih in petdesetih letih prejšnjega stoletja, ko se je Hergéjeva priljubljenost povečala, je s svojo ekipo v Studios Hergé narisal številne prvotne črno-bele Tintinove pustolovščine v barvi s slogom ligne claire ("čista linija"), ki ga je razvil tako, da se je vizualno ujemal z novimi Tintinovimi zgodbami. Studios je preoblikoval in obarval Sinji lotos leta 1946. Dejanskih sprememb za izdajo iz leta 1946 je bilo bolj malo, čeprav je bilo veliko ozadij okrašenih. Majhne spremembe so vključevale zamenjavo treh visokogorskih Škotov, s tremi Sikhi. Zemljevid, ki se pojavi na uvodni strani, je bil pomanjšan, medtem ko je bil sklic na Malcolma Campbella odstranjen. Hotel European Palace se je preimenoval v The Continental, podjetje Gibbons pa je bilo preimenovano iz Americano-Anglo Chinese Stell [sic] Limited v American and Chinese Steel Incorporated, ladja za tihotapljenje drog, znana kot SS City of Doodlecastle, pa je bila preimenovana v SS Harika Maru.

### Kasnejše publikacije
Tako Rastapopulos kot Dawson sta se znova pojavila v seriji 20 let pozneje v stripu Koks na krovu. Casterman je prvotno črno-belo različico leta 1979 izdala v zbirki v francoskem jeziku s stripoma Faraonove cigare in Odlomljeno uho, ki je drugi del zbirke Archives Hergé. Leta 1985 je založba Casterman objavila faksimilno različico originala. Medtem je Methuen, britanski založnik Tintina in njegovih pustolovščin, menil, da je zgodba zastarela, in Sinji lotos objavil šele leta 1983, leto Hergéjeve smrti. Prevoda v slovenščino se je lotil Aleš Berger, Sinji lotos pa je bil v Sloveniji prvič objavljen leta 2003 s strani založbe Učila. Pustolovščine Tintina so postale priljubljene tudi na Japonskem, nekaj, kar je po besedah Michaela Farra, nakazovalo, da Japonci niso bili užaljeni nad njihovo upodobitvijo v Sinjem lotosu. Po Hergéjevi smrti je bil v Studiosu Hergé odkrit izvirni ilustrirani rokopis Sinjega lotosa, ki je bil pozneje razstavljen kot osrednji del eksponata ob 60-letnici Tintinovih pustolovščin.

## Kritična analiza
Jean-Marc in Randy Lofficier sta komentirala, da je bil Sinji lotos "nedvomno Hergéjeva prva mojstrovina". Čutila sta, da prvič v seriji "človek zazna, da je zgodba postala pomembna", ko Tintin prvič izrazi "namen, misijo" svoje pustolovščine. Ko sta komentirala lika Čanga, sta menila, da je "ljubezniva osebnost", kljub temu, da ni močno povezan z zgodbo, verjela pa sta tudi, da sta bila Dawson in Gibbons najbolj odvratna lika v pustolovščini. Primerjala sta prizor, v katerem so Japonci vdrli na Kitajsko, s tistim v Tintinu v Ameriki, kjer ameriška vojska domorodne Američane odganja z njihove zemlje, in pohvalila linearne ilustracije zgodbe, čeprav sta tudi menila, da je bila prvotna črno-bela različica boljša od barvne verzije. Skupno sta Sinji lotos nagradila s štirimi od petih zvezdic.
Harry Thompson je opozoril, da nekateri ljudje verjamejo, da je Hergéjeva upodobitev Japoncev, kot nasilnežev z velikimi sprednjimi zobmi v Sinjem lotosu rasistična. Vseeno je menil, da te obtožbe "neumno" zgrešijo "poanto zgodbe", ki naj bi nasprotovala razširjenemu rasističnemu odnosu do vzhodnih Azijcev med Belgijci. Zaradi vključitve dejanskih zgodovinskih dogodkov je menil, da stripu primanjkuje "brezčasnost" drugih pustolovščin, vendar je bilo to za leto 1934 "čudovit del stripovske umetnosti". Hergéjev biograf Pierre Assouline je menil, da knjiga združuje "socialni realizem" z duhom, prisotnim v delu Charlesa Dickensa in Alexandra Dumasa.
Hergéjev biograf Benoît Peeters je menil, da je v Tintinovih pustolovščinah pred in po Sinjem lotosu očitna razlika in da predstavlja "bistveno prelomnico tako grafično kot ideološko", ko se je Hergé preusmeril od svojih nekdanjih "klasično desničarskih" idej. Ob tem je menil, da je delo "izjemno ganljivo", vendar je ugotovil, da je Sinji lotos daleč od Tintina v Kongu v odnosu do neevropejcev, medtem ko bodo drugi belgijski stripi, kot sta Blake in Mortimer ter Buck Danny, še naprej ohranjali negativne stereotipe do vzhodne Azije še desetletja. Drugje je izjavil, da gre za prvo pustolovščino, kjer je Hergé nad resnično prevzel nadzor nad zgodbo, prav tako pa je izrazil mnenje, da gre za "najbolj politično vpleteno" zgodbo v seriji.
Michael Farr je izjavil, da obstaja "splošni dogovor", da je Sinji lotos Hergéjeva prva mojstrovina, saj je bila "bolje načrtovana" od svojih predhodnikov in prvič imela "skrbno zasnovano strukturo". Hkrati je menil, da ohranja najboljše lastnosti zgodnjih del. Zgodbo je dognal, "veliko resnejšo" kot Tintinove prejšnje pustolovščine, vendar je vseeno menil, da ni "nič manj prijetna", saj je prva zgodba, ki je v serijo prinesla "čustva in tragedijo". Farr je menil, da je Hergéjeva "popolna absorpcija" teme prinesla do pridobitve Hergéjega  "izrednega občutka" in mu omogočila, da predvideva prihodnje politične dogodke na Kitajskem podobno kot "lepo nastavljen" politični komentator. Za posebno pohvalo je upodobil uprizoritev Mukdenskega incidenta, ki se mu je zdel "čudovit primer politične satire". Philippe Goddin je menil, da je bilo naraščanje do invazije "briljantno" narejeno, primerjal pa ga je tudi s prizorom etničnega čiščenja v Tintinu v Ameriki.
Literarni kritik Tom McCarthy je menil, da je Sinji lotos pokazal dokaze o Hergéjevi "levi protitendenci", ki je zavrnila njegov prejšnji desničarski svetovni nazor. Menil je, da je to deloma posledica vpliva Džanga, ki je uničil Hergéjev "evropski absolutizem", in na splošno mislil na to kot na "najbolj vizualno bogato od vseh Tintinovih knjig". Literarni kritik Jean-Marie Apostolidès z univerze Stanford je menil, da Vang v zgodbi predstavlja sile dobrega, medtem ko Rastapopulos predstavlja zlo in da je lik Didi, ki je bil zastrupljen z Raijaijahom, spremenil "model pravičnosti, ki vlada svetu dobrega". Videl je podobnost med Didijem in Tintinom, ki imata oba "mačjo prožnost, predanost dobrim razlogom in potrpežljivost živali, ki lovi svoj plen". Nadalje je trdil, da je Didijeva želja, da bi sekal glave ljudem, pod vplivom strupa izrazila njegov ojdipovski kompleks in je bila nadomestek kastracije.

## Priredbe
Sinji lotos je bil prirejen v epizodi iz leta 1991 televizijske serije Tintin in njegove pustolovščine francoskega studia Ellipse in kanadske animacijske družbe Nelvana. Pod režiserjem Stéphanom Bernasconiom je Thierry Wermuth posodil svoj glas liku Tintina. Marca 2013 je Steven Spielberg dejal, da je Sinji lotos morda osnova za tretji Tintin film v njegovi filmski seriji, ki se je začela s Tintin in njegove pustolovščine (2011).

## Kulturni vpliv
V televizijski seriji Avengers v zadnjih trenutkih epizode z dne 4. decembra 1968 "Poglej — (ustavi me, če si že slišal tole) — toda obstajali sta te dve osebi ..." je John Steed viden, ko bere Le Lotus Bleu. V treh drugih epizodah The Avengers je Steeda možno opaziti kako bere Tintinove pustolovščine.

### Zapiski
1. ↑  Hergé sam ni uporabil izraza "ligne claire", da bi opisal svoj slog risanja. Karikaturist Joost Swarte je izraz prvič uporabil leta 1977.[49]